# Adoração dos Reis (Bruegel)
A Adoração dos Reis é uma pintura a óleo sobre painel da Adoração dos Reis Magos pelo artista renascentista holandês Pieter Bruegel, o Velho pintada em 1564, e agora na National Gallery, Londres.
É uma das poucas pinturas de Pieter Bruegel, o Velho, no formato retrato, em vez de seu formato de paisagem habitual. Duas outras pinturas da Adoração de Brueghel sobreviveram: uma anterior A Adoração dos Reis, em têmpera sobre tela, datada de c.1556 (Museus Reais de Belas-Artes da Bélgica, Bruxelas); e outra pintura a óleo sobre painel, Adoração dos Magos em uma Paisagem de Inverno, datada de 1563 ou 1567 (Coleção Oskar Reinhart 'Am Römerholz', Winterthur).

## Temática
A Adoração dos Reis Magos (do título da seção em latim da Vulgata, A Magis adoratur) é o nome tradicionalmente dado ao tema cristão parte da Natividade, no qual os três reis magos, representados como reis vindos do oriente, tendo encontrado Jesus ao seguir a estrela de Belém, colocam aos pés do Menino Jesus presentes de ouro, incenso e mirra. Eles também o adoram como "rei dos judeus". Este evento foi relatado em Mateus 2:11.

## Descrição
Esta é uma das poucas pinturas religiosas de Pieter Bruegel, o Velho; O formato vertical e a rica coloração sugerem que ele pode ter sido projetado como um retábulo. Mas sua atmosfera desconfortável está em desacordo com uma obra devocional. Os reis estão ricamente vestidos, mas desgrenhados, os soldados ameaçadores, os espectadores desnorteados ou enfurecidos. A aglomeração, as proporções alongadas das figuras principais e sua proximidade com o espectador aumentam a atmosfera claustrofóbica.
Na sequência cronológica da obra de Bruegel, esta pintura de 1564 marca uma partida importante como a primeira a ser composta quase exclusivamente por grandes figuras. O agrupamento de pessoas, uma ideia retirada de pintores maneiristas italianos como Parmigianino, permite que Bruegel se concentre nas diferenças entre rostos individuais, dando a cada rosto uma expressão bastante distinta, e às vezes grotesca, bastante diferente das imagens religiosas católicas usuais.
Essa ênfase na singularidade de cada figura, e a falta de interesse de Bruegel em retratar a beleza ideal à maneira italiana, deixa claro que, embora tomando emprestado um esquema composicional italiano, Bruegel está colocando em um uso bem diferente. Nesse tratamento, o primeiro objetivo do pintor é registrar o alcance e a intensidade das reações individuais ao evento sagrado.
A obra retrata a Adoração dos Magos, com os três Magos apresentando seus dons ao Menino Jesus: o velho Gaspar ajoelhado, o Melchior de meia-idade curvando-se à esquerda e o Balthazar de vestes brancas à direita, todos vestidos ricamente mas um tanto desgrenhados de sua longa jornada. Os três Reis Magos representam as três idades do homem - velho, de meia-idade e jovem - e os três continentes conhecidos na época - - Europa, Ásia e África. Gaspar, o velho de cabelos brancos que representa a Europa, está vestindo um manto verde com jaqueta rosa aparada com ouro e arminho, e apresentando um vaso de ouro de trevo com sua tampa de três lóbulos removida para exibir moedas de ouro dentro. Melchior, de meia-idade, representando a Ásia, tem uma jaqueta vermelha sobre seu manto azul: seu vaso de ouro elaborado contendo incenso ainda está tampado. Balthazar, tradicionalmente um homem negro representando a África, está à direita com um longo manto branco, botas vermelhas pontiagudas e com uma coroa irradiada improvisada amarrada em torno de sua cabeça. Seu dom de mirra está contido em um navio de ouro moldado em um veleiro com uma longa corrente de ouro, construída em torno de uma concha de nautilus verde em espiral.